# الیزابت گرینلیف پتی
الیزابت گرینلیف پتی (انگلیسی: Elizabeth Greenleaf Pattee؛ ۱۸۹۳ – ۱۹۹۱) معمار، مدرس دانشگاه و معمار منظر اهل ایالات متحده آمریکا بود. وی برندهٔ جوایزی همچون فلو (همکار علمی) شده‌است.